# Kbc 모닝와이드
《kbc 모닝와이드》(kbc MORNING WIDE)는 kbc TV에서 매주 평일 오전 7시 20분에 방송 중인 광주 전남 지역 아침 종합 뉴스 프로그램이다.

## 방송 시간
| 방송 채널 | 방송 기간                          | 방송 시간                                                                   |
| --------- | ---------------------------------- | --------------------------------------------------------------------------- |
| kbc TV    | 1995년 5월 15일 ~ 2004년 5월 1일   | 월요일 ~ 토요일 아침 7시 25분 ~ 7시 50분 (25분)                             |
| kbc TV    | 2004년 5월 3일 ~ 2012년 11월 10일  | 평일 아침 7시 5분 ~ 7시 30분 (25분) 토요일 아침 7시 20분 ~ 7시 40분 (20분)  |
| kbc TV    | 2012년 11월 12일 ~ 2014년 3월 29일 | 평일 아침 7시 15분 ~ 7시 30분 (15분) 토요일 아침 7시 20분 ~ 7시 40분 (20분) |
| kbc TV    | 2014년 3월 31일 ~ 2016년 10월 1일  | 평일 아침 7시 30분 ~ 8시 20분 (50분) 토요일 아침 7시 20분 ~ 7시 40분 (20분) |
| kbc TV    | 2016년 10월 3일 ~ 2016년 12월 31일 | 평일 아침 7시 10분 ~ 7시 30분 (20분) 토요일 아침 7시 20분 ~ 7시 40분 (20분) |
| kbc TV    | 2017년 1월 2일 ~ 2017년 2월 4일    | 평일 아침 7시 30분 ~ 8시 25분 (55분) 토요일 아침 7시 20분 ~ 7시 40분 (20분) |
| kbc TV    | 2017년 2월 6일 ~ 2018년 6월 9일    | 평일 아침 7시 30분 ~ 8시 25분 (55분) 토요일 아침 6시 55분 ~ 7시 10분 (15분) |
| kbc TV    | 2018년 6월 11일 ~ 2018년 12월 29일 | 평일 아침 7시 40분 ~ 8시 35분 (55분) 토요일 아침 6시 55분 ~ 7시 10분 (15분) |
| kbc TV    | 2018년 12월 31일 ~ 2019년 5월 17일 | 평일 아침 7시 40분 ~ 8시 35분 (55분)                                        |
| kbc TV    | 2019년 5월 20일 ~ 2019년 12월 31일 | 평일 아침 7시 35분 ~ 8시 30분 (55분)                                        |
| kbc TV    | 2020년 1월 1일 ~ 2021년 10월 1일   | 평일 아침 7시 15분 ~ 7시 35분 (20분)                                        |
| kbc TV    | 2021년 10월 4일 ~ 현재             | 평일 아침 7시 20분 ~ 7시 40분 (20분)                                        |

## 앵커
- 강민지 아나운서

## 타이틀 변천사
- 현재 타이틀은 2020년 1월 1일부터 기준으로 한다.

| 기수 | 프로그램 타이틀                             | 방송 기간                           |
| ---- | ------------------------------------------- | ----------------------------------- |
| 1기  | kbc 뉴스지금                                | 1995년 5월 15일 ~ 2014년 3월 29일   |
| 2기  | 평일 : kbc 모닝와이드 토요일 : kbc 뉴스     | 2014년 3월 31일 ~ 2016년 10월 1일   |
| 3기  | kbc 모닝와이드                              | 2016년 10월 3일 ~ 2016년 12월 31일  |
| 4기  | 평일 : kbc 모닝 730 토요일 : kbc 모닝와이드 | 2017년 1월 2일 ~ 2018년 12월 29일   |
| 5기  | kbc 모닝 730                                | 2018년 12월 31일 ~ 2019년 12월 31일 |
| 6기  | kbc 모닝와이드                              | 2020년 1월 1일 ~ 현재               |

## 경쟁 프로그램
- KBS 뉴스광장 광주·전남 (KBS 광주 1TV)
- MBC 뉴스투데이 광주·전남 (광주MBC TV)
- MBC 뉴스투데이 목포·전남 (목포MBC TV)
- MBC 뉴스투데이 전남동부권 (여수MBC TV)